# إيرين فرنانديز
إيرين فرنانديز (بالملايوية: Irene Fernandez)‏ هي ناشطة حقوق الإنسان ماليزية، ولدت في 18 أبريل 1946 في ماليزيا، وتوفيت في 31 مارس 2014 في سيبانغ ‏ في ماليزيا بسبب قصور القلب.

## وصلات خارجية
- إيرين فرنانديز على موقع مونزينجر (الألمانية)